# یالاما
یالاما (به ترکی آذربایجانی: Yalama) (به روسی: Яла́ма) 
(به لزگی: Йалама, Алама, Алам) یک منطقه مسکونی در جمهوری آذربایجان است که در شهرستان خاچماز واقع شده‌است. یالاما ۴۷۶۲ نفر جمعیت دارد. دهیاری یالاما شامل روستاهای دوز طاهر اوبا، سلیم اوبا، اورتا اوبا، اوکور اوبا، یعقوب اوبا، خان اوبا و زوخول اوبا است

## جغرافیا
این شهر در نزدیکی رودخانه یالاما، یکی از شاخه‌های رود سامور و تقریباً در ۲۰۰ کیلومتری شمال غربی باکو پایتخت جمهوری آذربایجان باکو جای دارد.

## دین
در مسجد جامع یالاما یک هیئت مذهبی وجود دارد.